# 浅尾工左衛門 (初代)
初代 浅尾工左衛門（しょだい あさお くざえもん、宝暦8年〈1758年〉 - 文政7年8月22日〈1824年9月14日〉）とは、江戸時代中期から後期にかけて活躍した上方の歌舞伎役者。屋号は金田屋、俳名は鬼丸・鬼玉。紋は丸に工の字。
明和年間（1764年 - 1771年）に竹田仁三郎と名乗り、大坂の竹田芝居で舞台を勤める。のち泉川楯蔵の門下となって中山太四郎と改名。寛政5年（1793年）朝井工左衛門と名乗る。翌寛政6年6月、初代浅尾為十郎の門人となり姓を浅尾に改める。以後上方から江戸の芝居へと活動の場所を広げ人気を集めた。
主な当り役は『伊賀越道中双六』の平作、『恋飛脚大和往来』での七役早替り、『石切梶原』の六郎太夫など。師匠譲りの実悪や早替わりを得意とし、また世話物や老け役もよくするなど名実ともに上方を代表する歌舞伎役者であった。実子は浅尾吉三郎、将来を嘱望されたが早世した。門人には幕末期の上方歌舞伎を支えた初代實川額十郎がいる。